# Cedar Rapids (Wisconsin)
Cedar Rapids es un municipio del condado de Rusk, Wisconsin, Estados Unidos. Tiene una población estimada, a mediados de 2022 de 39 habitantes.
Abarca una zona exclusivamente rural. 

## Geografía
El municipio está ubicado en las coordenadas 45°35′18″N 90°50′48″O / 45.58833, -90.84667 (45.588287, -90.846636). Según la Oficina del Censo, tiene una superficie total de 92.3 km², de los cuales 91.2 km² corresponden a tierra firme y 1.1 km² están cubiertos de agua.

## Demografía
Según el censo de 2020, en ese momento había 36 personas residiendo en la zona. La densidad de población era de 0.4 hab./km². La totalidad de los habitantes eran blancos. No había hispanos o latinos viviendo en la región.